# Sukosongo
Sukosongo is een bestuurslaag in het regentschap Lamongan van de provincie Oost-Java, Indonesië. Sukosongo telt 2493 inwoners (volkstelling 2010).